# Presens particip
Presens particip eller presensparticip är en participalform som förekommer i många indoeuropeiska språk, som svenska, tyska, engelska och franska.
I svenskan fungerar presens particip som oböjliga adjektiv. De uttrycker att huvudordet genomgår verbhandlingen. Dessa particip är alltid aktiva, vilket innebär att verbet i en motsvarande sats som har huvudordets referent som subjekt får aktiv diates: en sjungande man – en man som sjunger. 
De bildas genom att till verbets stam foga -ande (simmande) eller om stammen slutar på lång vokal -ende (gående).
Presens particip kan användas både attributivt och predikativt, i det senare fallet med hjälp av hjälpverb.
Attributivt:
- En dansande flicka kom runt hörnet.

Predikativt:
- Flickan kom dansande runt hörnet.

Till presens particip kan även i vissa fall fogas ett -s, men dessa former tillhör snarare talspråket än skriftspråket. Det är svårt att urskilja någon betydelseskillnad på formerna med och utan detta -s, och de förekommer knappast som attribut. 
- Flickan kom dansandes runt hörnet.

Formen med -s kan anses uttrycka adverbial konjunktionell innebörd.
- Flickan kom runt hörnet, dansandes med sin partner.[2]